# Dermolepida meeki
Dermolepida meeki är en skalbaggsart som beskrevs av Britton 1957. Dermolepida meeki ingår i släktet Dermolepida och familjen Melolonthidae. Inga underarter finns listade i Catalogue of Life.